# 蜜井とわ
蜜井 とわ（みつい とわ、1988年6月21日 - ）は、日本のAV女優である。
出身地:福井県。身長:151cm。体重:51kg。スリーサイズ:B103cm(J)・W68cm・H97cm。血液型:A型
趣味:クラブ、バイク。

## 人物
同じAV女優の堀口奈津美とは友達である。
小学生から始めた柔道は2段である。
2009年7月に所属事務所をプライムエージェンシーからティーパワーズに移籍し、「あいぶらん」に改名した。
パイズリ名人である。

## 略歴
- 2007年に『渋谷ギャルハメ伝説 Vol.5』でAVデビュー。

## 作品
2007年
- 渋谷ギャルハメ伝説 Vol.5（9月21日）
- GAL爆乳 とわ19歳（10月13日、隼エージェンシー）
- 現役柔道家が衝撃のAV出演!!（10月18日、SODクリエイト）
- 仮面グラマラス10　（10月23日、グローリークエスト）
- 爆乳露出キャンプ Jカップ105cm爆裂とわチャンとイク!アウトドアSEX!（10月27日、クリスタル映像）
- ザーメン中出し凌辱家庭教師（11月1日、ワンズファクトリー）
- 乳っ娘狩り VOL.1（11月1日、マギー）
- 潮吹きデート 巨乳目線 2（11月8日、ディープス）
- ハイスクール!巨乳組 3（11月8日、V&Rプロダクツ）
- セレブ妻不倫リポート VOL.20（11月10日、プレステージ）
- 巨乳限定高額求人 バストJカップ103cm とわさんの場合（11月10日、プレステージ）
- 朝起きると夢の中に出てきた爆乳少女になってました（12月1日、AVS）
- 爆乳ギャル性虐中出し（12月7日、映天）
- みるスポ!蜜井とわ Jcp105cm（12月19日、みるきぃぷりん♪）
- 巨乳ばかりの軟体レズビアン乱交マニアヨガ教室（12月19日、クロス）
- 現役トップアスリート最強女王決定戦!!（12月20日、SODクリエイト）
- 巨乳ギャルレイプ（12月21日、TMA）
- 素人援交生中出し11（12月31日、プラム）

2008年
- デカパイでか尻ソープ嬢（1月1日、ワンズファクトリー）
- 萌乳 18歳 103cmJcup（1月1日、エッジ）
- 犯された巨乳女体育教師 〜屈辱のレイプ一本勝負〜（1月5日、ヒビノ）
- BOING.103 Jcup 蜜井とわ 06（1月5日、ドリームチケット）
- フェラコレ2008冬SP（1月12日、隼エージェンシー）
- E-BODY（1月13日、E-BODY）
- ヒゲとボイン（1月15日、ワープエンタテインメント）
- 現役トップアスリート 肉体情報完全名鑑（1月17日、SODクリエイト）
- 夢の最強痴女競演!柔道家が押さえ込みボディービルダーが抜く!（1月17日、ディープス）
- Jcup 異常発育（1月18日、メディアバンク）
- 厳選素材（1月19日、みるきぃぷりん♪）
- CHARISMA☆Jcup（1月25日、kira☆kira）
- 女子校生強制わいせつ 3 （1月25日、クリスタル映像）
- 爆乳は一見にしかず!（1月26日、クリスタル映像）
- 顔騎圧迫 尻の感触を顔面で存分に味わい尽くしオナニー発射!!（1月27日、実録出版）
- 女監督ハルナの大阪素人レズナンパ 2（2月1日、V）共演:大塚ひな ※ナミ（19）として出演
- 未流貴美少女学園（2月1日、みるきぃぷりん♪）
- 月刊 こんな女子校生がいたらスゴイ!! 巨乳学級ver（2月1日、OFFICE K'S）
- 絶対中出し出来る痴女クリニック（2月13日、マルクス兄弟）
- 巨乳が寝てる間に… たっぷり揉んだら、仕上げに挿入!!（2月15日、ワープエンタテインメント）
- 手コキHEAVEN（2月15日、TMA）
- 激しいピストンで突くたびに揺れる乳（2月19日、イエロー）
- 本物柔道家 蜜井とわVSレイパー（2月21日、アイエナジー）
- 拉致監禁 巨乳陵辱レイプ（2月21日、ヒビノ）
- 巨乳ローションまみれ 痴漢中出し（2月22日、メディアステーション）
- 現役モデル蜜井とわ 個人撮影会で即写危機一発!（2月23日、クリスタル映像）
- ドS痴女ダブルマッサージサロン（3月1日、ワンズファクトリー）
- 美巨乳痴女王（3月7日、みるきぃぷりん♪）
- 爆乳中出しFUCK（3月8日、隼エージェンシー）
- ボイン大好きしょう太くんのHなイタズラ 9（3月9日、グローリークエスト）
- 巨乳制服コギャルズ学園（3月19日 イエロー）
- 爆乳I・J・Jcup☆失禁大乱交（3月19日 kira☆kira）
- 押忍！巨乳柔道部（3月20日、LADY×LADY）
- 爆乳 蜜井とわ 19歳（3月28日 映天）
- 強制猥褻 非合法ドラッグ（4月1日、ワンズファクトリー）
- 巨乳痴嬢（4月1日、AVS）
- 爆乳生活（4月3日、タカラ映像）
- 美人で巨乳な看護師が集うエロエロローションリハビリセンター（4月4日、Hunter）
- 女子校生のパイズリ（4月4日、OFFICE K'S）
- 変態教祖様と11人の巨乳信者達（4月15日、トップワン）
- 103cm Jcup TOWA（4月19日、OPPAI ［おっぱい］）
- 爆乳ふたなりレズビアン（4月19日、ドグマ）
- AFTER（4月19日、イエロー）
- 巨乳ギャル着衣ローションFUCK（4月25日、メディアステーション）
- 巨乳女狩り 32（4月25日、クリスタル映像）
- 働く爆乳お姉さんの断れない手コキ事情（5月1日、V（ヴィ））
- 爆乳家庭教師 1（5月9日、ビッグモーカル）
- 103J 99I 98I 90G 88G（5月19日、OPPAI ［おっぱい］）
- えろかわ痴女っ娘 5（5月23日、クリスタル映像）
- ドリーム学園12 6時間完全版（6月1日、MOODYZ）
- パイズリは狭射だよな!（6月1日、ワンズファクトリー）
- ダブル爆乳グラマラス（6月7日、プレミアム）
- 湯けむり女教師（6月13日、アップス）
- 競泳水着ローションレズ（6月13日、TMA）
- BOIN HAZARD（6月13日、ビッグモーカル）
- 巨乳ハーレムデンタルクリニック（6月20日、ミュージアム・ネクスト）
- Fuck’in☆Star 爆乳調教×監禁×失禁（6月21日、h.m.p）
- 教えてBlackティーチャー（6月27日、マックス・エー）
- セレブ妻拘束調教 2（7月1日、ワンズファクトリー）
- 接吻や乳首を舐められながら手コキされた僕。 3（7月1日、ワンズファクトリー）
- 爆乳保母さんの優しいパイズリ（7月1日、ワンズファクトリー）
- 両手がふさがった女子校生に突然!乳もみ!!（7月4日、映天）
- 巨乳・爆乳 乳舐め吸い VOL.1（7月4日、映天）
- 巨乳・爆乳 全身マッサージ VOL.1（7月4日、映天）
- 巨乳・爆乳 授乳手コキ VOL.1（7月4日、映天）
- BOING WORK 巨乳のお仕事（7月13日、マルクス兄弟）
- 巨乳ギャル中出し40発! 1（7月17日、アイエナジー）
- 会員制高級ソープ 二輪車限定 むっちりギャル専門店2（7月18日、GLAY'z）
- Jカップ責め×パイズリ×お掃除フェラ（7月25日、マックス・エー）
- 手コキでベロちゅ〜 3（7月25日、イエロー）
- kira☆kira女教師GALS 4時間SPECIAL（7月25日、kira☆kira）
- パイズリンピック 6狭技24狭射すべて撮り下ろし（7月28日、シネマユニット・ガス）
- おっぱい 〜ギャルホステス虐め〜（8月7日、桃太郎映像出版）
- 全裸立ち電マ連続アクメ 4時間（8月8日、TMA）
- 強制レイプマニアックス 16（8月15日、メディアバンク）
- 柔道家 中出し20連発（8月21日、アイエナジー）
- 女子高生ヌルまんオナニー（8月25日、竜宮城）
- 失禁 巨乳OL 中出し20連発 スペシャル（9月4日、アイエナジー）
- 巨乳レイプ4時間第14章（9月13日 隼エージェンシー）
- ブルセラJカップ 黒人中出し潮吹きFUCK（9月19日、クロス）
- 爆乳快楽アクメ 103cmJcup（9月19日、ドグマ）
- 巨乳コギャルズメイド（9月19日、イエロー）
- パイズリフェスティバル（10月1日 アイデアポケット）
- 窒息顔騎と絞めつけ騎乗位（10月1日、ワンズファクトリー）
- 巨乳天国 十個の爆乳大集合（10月3日、映天）
- お願いされると断れない、お人よしの爆乳ちゃん（11月1日、エッジ）
- 女囚人患者 4（11月6日、アイエナジー）
- 乳王 〜爆乳天使2009アワード8人勢揃い!!!〜（11月22日、桃太郎映像出版） ※AVグランプリ2009 エントリー作品
- メリクリ!乳クリ!巨乳サンタ（12月16日 マキシング）
- 巨乳コギャルズパイパン学園（12月19日 イエロー）
- 脱ぎたてホクホクパンティー手コキ&フェラ 2（12月19日、イエロー）
- 超人気巨乳モデル5人 個人撮影会の生本番＊裏メニュー 4時間（12月19日、クリスタル映像）

2009年
- 巨乳痴悦族（1月13日、AVS）
- 103cm Kcup 103cm Jcup 99cm Icup 95cm Icup CHICHI，TOWA，ROMIHI，YUU OPPAIソープスペシャル (1月19日、OPPAI)
- 巨乳娘限定レイプ4時間（2月13日、TMA）
- 私たちがシゴいてアゲル M男服従道場（2月20日 虎堂）
- 爆乳 巨乳 おっぱい顔面圧迫（2月20日、OFFICE K'S）
- アクメ拷問女体悶絶開発所（2月25日、ダスッ!）
- 爆乳潮吹き温泉（3月1日 MOODYZ）
- 完全ヴァーチャル フェラチオ視線（3月1日、ワンズファクトリー）
- 巨乳舐め吸いSP 乳フェチ向け 舐め吸いしまくり120分（3月1日、ABC/妄想族）
- 僕のボイン家庭教師 3（3月5日、グローリークエスト）
- 舐め愛レズビアン VOL.2（3月6日 OFFICE K'S）
- ネットカフェの店員をまかされた巨乳女優をイタズら!?（3月10日 ホットエンターテイメント）
- ちんぐり返しアナル舐め手コキ2（3月19日、イエロー）
- ベロベロ接吻&手コキが最高!（4月13日 マルクス兄弟）
- スクール水着ローションパイズリ（4月19日、イエロー）
- ある惑星のオスとメス 妄想的交尾（4月25日、ながえスタイル）
- もしも…こ〜んな 巨乳だらけの混浴露天風呂があったら?（5月13日、カルマ）
- ぜんぶかわいい!（8月7日、みるきぃぷりん♪）